# Jeremy Abbott
Jeremy Abbott (Aspen, 5 giugno 1985) è un ex pattinatore artistico su ghiaccio statunitense.
Ha vinto la medaglia di bronzo nella gara a squadre alle Olimpiadi di Soči 2014 e due bronzi ai Campionati dei Quattro continenti.

## Palmarès
| Internazionali | Internazionali | Internazionali | Internazionali | Internazionali | Internazionali | Internazionali | Internazionali | Internazionali | Internazionali | Internazionali | Internazionali | Internazionali | Internazionali |
| Evento | 2002–03        | 2003–04        | 2004–05        | 2005–06        | 2006–07        | 2007–08        | 2008–09        | 2009–10        | 2010–11        | 2011–12        | 2012–13        | 2013–14        | 2014–15        |
| --- | -------------- | -------------- | -------------- | -------------- | -------------- | -------------- | -------------- | -------------- | -------------- | -------------- | -------------- | -------------- | -------------- |
| Giochi olimpici invernali |                |                |                |                |                |                |                | 9°             |                |                |                | 12°            |                |
| Campionati mondiali |                |                |                |                |                | 11°            | 11°            | 5°             |                | 8°             |                | 5°             |                |
| Campionati dei Quattro continenti |                |                |                |                | 3rd            | 5th            | 5th            |                | 3°             |                |                |                |                |
| GP Finale |                |                |                |                |                |                | 1°             | 4°             |                | 5°             |                |                |                |
| GP Trophée Eric Bompard |                |                |                |                |                |                |                |                |                |                | 2°             |                |                |
| GP Cup of China |                |                |                |                |                |                | 1°             |                |                | 1°             |                |                |                |
| GP Rostelecom Cup |                |                |                |                |                |                | 4°             |                | 3°             | 3°             |                |                |                |
| GP NHK Trophy |                |                |                |                |                | 4th            |                | 5th            | 2°             |                |                | 3°             | 5°             |
| GP Skate America |                |                |                |                |                |                |                |                |                |                | 5°             |                | 5°             |
| GP Skate Canada |                |                |                |                |                | 8°             |                | 1°             |                |                |                | 6°             |                |
| Challenge Cup |                |                |                |                |                |                |                |                |                | 2°             |                |                |                |
| Finlandia Trophy |                |                |                |                | 1°             |                |                |                |                |                |                |                |                |
| Nebelhorn Trophy |                |                |                | 18°            |                |                |                |                |                |                |                |                |                |
| Internazionali: Junior |                |                |                |                |                |                |                |                |                |                |                |                |                |
| Copenhagen Trophy | 3°             |                |                |                |                |                |                |                |                |                |                |                |                |
| Nazionali |                |                |                |                |                |                |                |                |                |                |                |                |                |
| Campionati statunitensi |                | 7° J           | 1° J           |                | 4°             | 4°             | 1°             | 1°             | 4°             | 1°             | 3°             | 1°             | 5°             |
| Eventi a squadre |                |                |                |                |                |                |                |                |                |                |                |                |                |
| Giochi olimpici invernali |                |                |                |                |                |                |                |                |                |                |                | 3° S 7° P      |                |
| World Team Trophy |                |                |                |                |                |                | 1° S 5° P      |                |                | 2° S 5° P      | 1° S 6° P      |                |                |
| Japan Open |                |                |                |                |                |                |                | 2° S 3° P      |                |                |                | 2° S 3° P      |                |
| J = Junior. Nel campionato statunitense al quarto classificato viene assegnata la medaglia di peltro. S = Risultato della squadra; P = Risultato personale; Medaglie assegnate solo per il risultato della squadra. |                |                |                |                |                |                |                |                |                |                |                |                |                |